# Urbania pappigera
Urbania pappigera ist die einzige Art der Pflanzengattung Urbania, die der Familie der Eisenkrautgewächse (Verbenaceae) zugerechnet wird. Die Art ist in Argentinien und Chile beheimatet.

## Beschreibung
Urbania pappigera ist ein ausdauernder, niedrig wachsender, Kissen bildender Halbstrauch, der nur wenige Zentimeter hoch wird. Die Sprossachse verläuft unterirdisch. Die Pflanzen sind nicht duftend. Die Laubblätter sind nur reduziert ausgebildet, ganzrandig und fleischig. Sie stehen sich dachziegelartig überlappend.
Die Blütenstände sind endständige Ähren aus einer bis vier Blüten. Die Tragblätter sind deutlich sichtbar. Die Blüten sind nahezu aufsitzend. Der Kelch ist röhrenförmig, tief in fünf Lappen gespalten und an der Frucht beständig. Er ist mit langen, weißen, wasseranziehenden Trichomen behaart, die die Krone nahezu verdecken. Die Krone ist trichterförmig und schwach zygomorph, der Kronsaum ist fünflappig, die Kronröhre gerade. Die vier Staubblätter setzen in der oberen Hälfte der Kronröhre an. Der Griffel ist an der Frucht nicht beständig. Der Fruchtknoten ist zweifächrig, jedes Fruchtknotenfach ist in zwei Kammern unterteilt, die jeweils eine Samenanlage enthalten.
Die Frucht ist kugelförmig und besitzt eine glatte Oberfläche.

## Vorkommen
Das Verbreitungsgebiet von Urbania pappigera ist auf die Puna der argentinischen und chilenischen Anden beschränkt.